# Eerste klasse 2003-04 (voetbal België)
Het seizoen 2003/2004 van de Belgische Jupiler League ging van start op 8 augustus 2003 en eindigde op 15 mei 2004.  RSC Anderlecht werd landskampioen op 24 april 2004.

## Gepromoveerde teams
Deze teams waren gepromoveerd uit de Tweede Klasse voor de start van het seizoen:
- Cercle Brugge (kampioen in Tweede)
- K. Heusden-Zolder (eindrondewinnaar)

## Degraderende teams
Deze teams degradeerden naar Tweede Klasse op het eind van het seizoen:
- K. Heusden-Zolder
- Antwerp FC

## Anderlechts titelsucces
De strijd voor de landstitel duurde niet erg lang, aangezien RSC Anderlecht een respectabele voorsprong had op zijn tegenstanders (hoofdzakelijk Club Brugge). Een slecht seizoenseinde van Anderlecht hield de spanning wel in de competitie tot de 31ste speeldag, toen Club Brugge gelijkspeelde met Moeskroen, terwijl de Brusselaars hetzelfde 1-1-resultaat behaalden op het veld van Lierse.

## Europese strijd
De daaropvolgende week verzekerde Club Brugge zich van deelname aan de UEFA Champions League-voorronde met een 1-0-overwinning tegen Standard, op dat moment de derde in de stand. Ondanks deze nederlaag slaagde Standard er in zich te plaatsen voor de UEFA Cup. Na 32 speeldagen stond de club 6 punten voor Moeskroen. De beslissing viel na een 1-1 gelijkspel tegen Charleroi de volgende zaterdag.

## Degradatiestrijd
Aangezien de plaatsen bovenin redelijk zeker waren, draaide het slot van de competitie vooral om de strijd tegen de degradatie. Vier teams waren daar op het eind in betrokken: RAEC Mons en Charleroi, die zich uiteindelijk wisten te redden, en Antwerp en Heusden-Zolder die respectievelijk 6 en 5 punten daaronder eindigden.

## Personen en sponsors
| #  | Club                | Plaats       | Stadion                      | Capac. | Trainer             | Vorige trainers seizoen 2003/04 | Aanvoerder                       | Shirtsponsor | Hoofdsponsor                    |
| -- | ------------------- | ------------ | ---------------------------- | ------ | ------------------- | ------------------------------- | -------------------------------- | ------------ | ------------------------------- |
| 1  | Royal Antwerp FC    | Antwerpen    | Bosuilstadion                | 16.649 | Marc Grosjean       | René Desaeyere, Dojčin Perazić  | Stefan Leleu                     | Umbro        | Daewoo                          |
| 2  | KAA Gent            | Gent         | Jules Ottenstadion           | 18.215 | Herman Vermeulen    | Jan Olde Riekerink              | Jacky Peeters                    | Umbro        | VDK Spaarbank                   |
| 3  | RSC Anderlecht      | Anderlecht   | Constant Vanden Stockstadion | 28.063 | Hugo Broos          |                                 | Glen De Boeck                    | Adidas       | Fortis                          |
| 4  | KSK Beveren         | Beveren      | Freethiel                    | 13.290 | Herman Helleputte   |                                 | Gilles Yapi Yapo / Romaric       | Patrick      | P&T                             |
| 5  | Excelsior Moeskroen | Moeskroen    | Le Canonnier                 | 9.000  | Georges Leekens     |                                 | Francky Vandendriessche          | Hummel       | Meubelen Toff                   |
| 6  | Cercle Brugge       | Brugge       | Jan Breydelstadion           | 13.213 | Jerko Tipurić       |                                 | Denis Viane                      | Olympic      | Standaard Boekhandel            |
| 7  | Club Brugge         | Brugge       | Jan Breydelstadion           | 29.975 | Trond Sollied       |                                 | Dany Verlinden                   | Adidas       | Dexia                           |
| 8  | Germinal Beerschot  | Antwerpen    | Olympisch Stadion            | 10.030 | Marc Brys           |                                 | Steve Cooreman                   | Legea        | Sun Telecom                     |
| 9  | K. Heusden-Zolder   | Genk         | Fenixstadion                 | 13.500 | Peter Balette       |                                 | Dimitri de Condé                 | JAKO         | Nitto Denko                     |
| 10 | RAEC Mons           | Bergen       | Stade Charles Tondreau       | 13.000 | Sergio Brio         | Marc Grosjean                   | Liviu Ciobotariu / Olivier Suray | JAKO         | Holcim                          |
| 11 | RAA Louviéroise     | La Louvière  | Stade Communal du Tivoli     | 13.500 | Ariël Jacobs        |                                 | Thierry Siquet                   | Umbro        | CPH Banque                      |
| 12 | Lierse SK           | Lier         | Herman Vanderpoortenstadion  | 14.538 | Emilio Ferrera      |                                 | Yves Van Der Straeten            | JAKO         | LG                              |
| 13 | KSC Lokeren         | Lokeren      | Daknamstadion                | 9.560  | Franky Van der Elst | Paul Put                        | Arnar Viðarsson                  | Jartazi      | Q Team                          |
| 14 | Racing Genk         | Genk         | Fenixstadion                 | 21.000 | Ronny Van Geneugden | Sef Vergoossen                  | Bernd Thijs                      | Kappa        | Carglass Nitto                  |
| 15 | Sint-Truidense VV   | Sint-Truiden | Staaien                      | 14.785 | Guy Mangelschots    | Jacky Mathijssen                | Peter Voets                      | Nike         | Bionade                         |
| 16 | Sporting Charleroi  | Charleroi    | Mambourg                     | 18.593 | Jacky Mathijssen    | Dante Brogno, Robert Waseige    | Frank Defays                     | Umbro        | Sunland plus / Plastics Wauters |
| 17 | Standard de Liège   | Luik         | Stade Maurice Dufrasne       | 30.023 | Dominique D'Onofrio |                                 | Ivica Dragutinović               | Adidas       | ALE Télédis                     |
| 18 | KVC Westerlo        | Westerlo     | 't Kuipje                    | 7.700  | Jan Ceulemans       |                                 | Chris Janssens                   | Gambian      | Veralu                          |

## Eindstand
|         |    |                     | P  | W  | G  | V  | +  | -  | DS  | Ptn |
| ------- | -- | ------------------- | -- | -- | -- | -- | -- | -- | --- | --- |
| K (CL)  | 1  | Anderlecht          | 34 | 25 | 6  | 3  | 77 | 27 | +50 | 81  |
| (CL)    | 2  | Club Brugge         | 34 | 22 | 6  | 6  | 77 | 31 | +46 | 72  |
| (UEFA)  | 3  | Standard Luik       | 34 | 18 | 11 | 5  | 68 | 31 | +37 | 65  |
|         | 4  | KRC Genk            | 34 | 17 | 8  | 9  | 58 | 40 | +18 | 59  |
|         | 5  | Excelsior Moeskroen | 34 | 15 | 14 | 5  | 64 | 42 | +22 | 59  |
|         | 6  | Westerlo            | 34 | 14 | 10 | 10 | 51 | 45 | +6  | 52  |
|         | 7  | Germinal Beerschot  | 34 | 11 | 11 | 12 | 34 | 40 | −6  | 44  |
|         | 8  | La Louvière         | 34 | 10 | 14 | 10 | 45 | 46 | −1  | 44  |
|         | 9  | KAA Gent            | 34 | 8  | 16 | 10 | 33 | 34 | −1  | 40  |
|         | 10 | KSC Lokeren         | 34 | 10 | 9  | 15 | 45 | 54 | −9  | 39  |
|         | 11 | Lierse SK           | 34 | 8  | 15 | 11 | 33 | 40 | −7  | 39  |
| (beker) | 12 | Beveren             | 34 | 11 | 5  | 18 | 45 | 58 | −13 | 38  |
|         | 13 | STVV                | 34 | 9  | 11 | 14 | 36 | 50 | −14 | 38  |
|         | 14 | Cercle Brugge       | 34 | 7  | 14 | 13 | 28 | 52 | −24 | 35  |
|         | 15 | Charleroi           | 34 | 8  | 9  | 17 | 35 | 47 | −12 | 33  |
|         | 16 | Mons                | 34 | 7  | 12 | 15 | 29 | 52 | −23 | 33  |
| D       | 17 | Heusden-Zolder      | 34 | 7  | 7  | 20 | 36 | 68 | −32 | 28  |
| D       | 18 | Antwerp             | 34 | 7  | 6  | 21 | 30 | 67 | −37 | 27  |

P: wedstrijden gespeeld, W: wedstrijden gewonnen, G: gelijke spelen, V: wedstrijden verloren, +: gescoorde doelpunten, -: doelpunten tegen, DS: doelsaldo, Ptn: totaal punten
K: kampioen, D: degradeert, (beker): bekerwinnaar, (CL): geplaatst voor Champions League, (UEFA): geplaatst voor UEFA-beker

## Topscorers

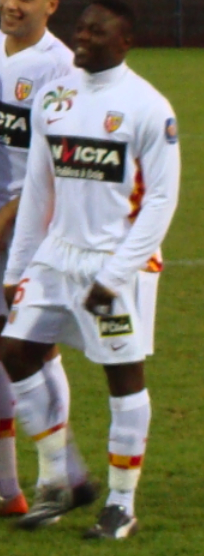
Aruna Dindane won in het seizoen 2003/04 de Gouden Schoen en de trofee voor Profvoetballer van het Jaar.

| Scorer         | Goals | Team           | Land      |
| -------------- | ----- | -------------- | --------- |
| Luigi Pieroni  | 28    | Moeskroen      | België    |
| Émile Mpenza   | 21    | Standard Luik  | België    |
| Tosin Dosunmu  | 16    | KVC Westerlo   | Nigeria   |
| Aruna Dindane  | 15    | RSC Anderlecht | Ivoorkust |
| Gert Verheyen  | 15    | Club Brugge    | België    |
| Andrés Mendoza | 14    | Club Brugge    | Peru      |
| Cédric Roussel | 14    | KRC Genk       | België    |

## Individuele prijzen
- Gouden Schoen:  Aruna Dindane (RSC Anderlecht)
- Profvoetballer van het Jaar:  Aruna Dindane (RSC Anderlecht)
- Trainer van het Jaar:  Hugo Broos (RSC Anderlecht)
- Keeper van het Jaar:  Frédéric Herpoel (KAA Gent)
- Scheidsrechter van het Jaar:  Johan Verbist
- Ebbenhouten Schoen:  Vincent Kompany (RSC Anderlecht)
- Jonge Profvoetballer van het Jaar:  Vincent Kompany (RSC Anderlecht)